# Hedgehog-Signalweg

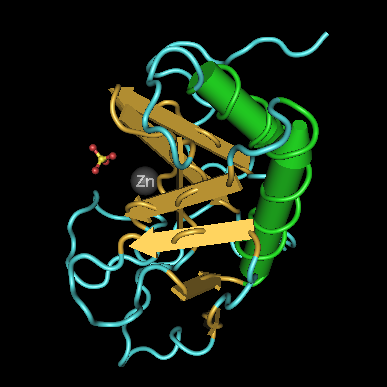
Sonic Hedgehog einer Ratte

Der Hedgehog-Signalweg ist ein Signaltransduktionsweg, durch den Zellen auf äußere Signale reagieren können. Der Signalweg ist nach seinem Liganden Hedgehog (Hh) benannt, einem Signalprotein, das als lokales Morphogen eine wichtige Funktion bei der Embryonalentwicklung von Tieren einnimmt und in der Evolutionsgeschichte sehr früh auftrat. Eine Fehlfunktion dieses Signalwegs führt zu massiven Fehlbildungen im Laufe der Embryonalentwicklung und kann bei Erwachsenen Krebs verursachen. In Säugetieren sind zurzeit drei Hedgehog-Proteine bekannt (sonic hedgehog, indian hedgehog und desert hedgehog).

## Funktionsweise
Der Hedgehog-Signalweg basiert auf der Proteolyse und wird aktiviert, wenn das Hedgehog-Protein an den Rezeptor Patched (Ptch) bindet. Dadurch leitet ein weiteres membranständiges Protein, Smoothened (Smo), ein Signal ins Zellinnere weiter, das die Degradation des regulatorischen Proteins Ci (Cubitus interruptus) verhindert. Dieses wird ohne Einwirken von Hedgehog in einem größeren Proteinkomplex – bestehend aus dem Protein Costal, der Serin-Threonin-Kinase Fused (Fu) sowie dem Hemmer von Fused – abgebaut. Wenn nun Hedgehog aktiv ist und ein Signal weiterleitet, so kann das Protein Ci nicht mehr abgebaut werden, diffundiert in den Zellkern und reguliert dort die Genexpression.

## Vorkommen

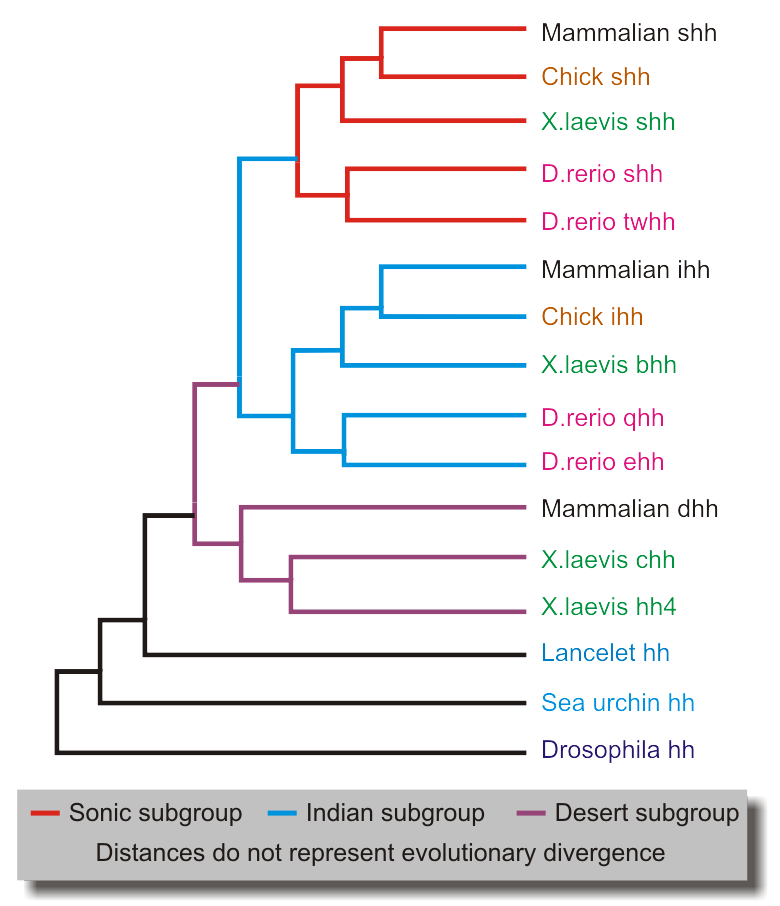
Evolutionärer Stammbaum der Hedgehog-Liganden

Hedgehog-ähnliche Gene und zwei Homologe zu Patched wurden bereits in dem Nematoden C. elegans gefunden, und es wurde gezeigt, dass diese Gene wie bei anderen Tieren eine wichtige Rolle bei der Entwicklung von C. elegans spielen.
Bei Insekten kontrolliert der Hedgehog-Signalweg den korrekten Ablauf der Segmentierung und Flügelbildung. Bei Wirbeltieren dagegen induziert er die Rechts-links-Asymmetrie, reguliert den Leberstoffwechsel, ist insbesondere mitverantwortlich für das Entstehen einer nicht-alkoholischen Fettleber und ist für die korrekte Bildung von Gliedmaßenanlagen verantwortlich.

## Entdeckung
Das Gen, das bei der Fruchtfliege Drosophila melanogaster für Hedgehog kodiert, war unter den ersten als wichtig für die Entwicklung beschriebenen Genen. Es wurde von den Forschern Christiane Nüsslein-Volhard und Eric F. Wieschaus erstmals beschrieben (beide bekamen 1995 einen Nobelpreis „für ihre grundlegenden Erkenntnisse über die genetische Kontrolle der frühen Embryoentwicklung“), wobei sie durch einen genetischen Screen verschiedene Mutationen entdeckten, die die Embryonalentwicklung von Drosophila beeinflusst. Der Name Hedgehog (engl. für ‚Igel‘) rührt denn auch von dem „igelartigen“ Erscheinungsbild von Fliegenlarven her, die eine Mutation in dem Gen für Hedgehog trugen.

## Hemmung
Die Hemmung des Hedgehog-Signalweges ist ein neuartiges Therapieprinzip in der Behandlung bestimmter Krebsarten wie etwa dem Basalzellkarzinom oder dem Medulloblastom. Bei Basalzellkarzinomen und anderen soliden Tumoren besteht häufig eine abnorme Aktivierung des Hedgehog-Signalweges, welcher bei Erwachsenen normalerweise inaktiv ist. Der erste therapeutisch verwendete Vertreter der neuen Wirkstoffklasse der Hedgehog-Signalweg-Inhibitoren ist Vismodegib („first-in-class“), experimentelle Wirkstoffe in der klinischen Erprobung sind beispielsweise Sonidegib und Saridegib. Sie hemmen selektiv  den Transmembranrezeptor Smoothened (SMO). Anfang August 2015 wiesen Göttinger Forscher Vitamin D3 (Calcitriol) als wirksamen Inhibitor dieses Signalweges nach.